# آپولوم
آپولوم (انگلیسی: Apulum) شرکت مصالح ساختمانی رومانیایی است، که در سال ۱۹۷۰ تأسیس شد.